# Caveolina
Las caveolinas son proteínas integrales de la membrana plasmática presentes en estructuras celulares denominadas caveolas. Estas estructuras son invaginaciones de la membrana plasmática de 50 a 100 nanómetros de diámetro, descritas por primera vez en 1953 por George Palade. Las caveolinas se expresan en la mayoría de los tipos celulares de los vertebrados, pero especialmente en células endoteliales (superficies de epitelios), adipocitos (células grasas) y miocitos (células musculares). La caveolina se localiza en las denominadas "balsas lipídicas" de las membranas celulares.

## Estructura de las caveolinas
Las caveolinas se encuentran formando grupos u oligómeros en la membrana celular. La unión entre una caveolina y otra se realiza a través del dominio de oligomerización, la unión a membrana es través de un dominio transmembrana y dicha unión se refuerza con la conjugación con ácido palmítico anclado a la membrana. Los extremos amino- y carboxi-terminales quedan hacia el citoplasma celular .

## Isoformas de las caveolinas
Se distinguen tres miembros:
- Caveolina-1: presente en los muchos tipos celulares, es requerida para la formación de cavéolas, interactúa con el colesterol de las membranas celulares y se le ha asociado a varias funciones celulares, tales como endocitosis, metabolismo del colesterol, internalización de lipoproteínas, supresión de tumores, señalización celular, etc. Es el miembro más estudiado de esta familia. Posee dos isoformas.
- Caveolina-2: está presente también en las caveolas, pero requiere de la presencia de caveolina-1 para expresarse en membrana, de lo contrario es retenida en el aparato de Golgi y posteriormente degradada. Se desconocen sus funciones, pero podría ser importante en el desarrollo pulmonar. Posee tres isoformas.
- Caveolina-3: se expresa específicamente en el tejido muscular esquelético y cardíaco, donde es esencial para la formación de caveolas y la correcta disposición del citoesqueleto. h

## Funciones relacionadas
El desarrollo de la biología molecular y en especial el de la ingeniería genética a través de la generación de ratones knockout (es decir, que carecen de uno o más genes específicos) para los distintos tipos de caveolina, ha permitido asociar a estas proteínas con un buen número funciones celulares, desarrollo de tejidos y patologías. Entre ellas están: formación de caveolas, endocitosis, transcitosis, señalización celular, muerte celular, cáncer y transformación celular, angiogénesis, resistencia insulínica, cardiopatías, anormalidad en el desarrollo pulmonar, distrofia muscular, entre otras patologías.
En humanos, las mutaciones congénitas de los genes que codifican las caveolinas son extremadamente raras. Hasta la fecha, únicamente se ha descrito un caso de una mujer brasileña carente de la proteína caveolina-1, que desarrolló lipodistrofia congénita de Berardinelli-Seip, un síndrome raro que se caracteriza por la ausencia de tejido adiposo, resistencia a insulina, dislipidemia e hipertrofia muscular.